# 柘皋之战
柘皋之战，1141年（金熙宗皇统元年，宋高宗绍兴十一年），宋金战争中，南宋军队在柘皋（今安徽省巢湖市西北）击败金朝军队进攻的反击战。
1140年，金军在郾城之战（今河南省郾城县）、颍昌之战（颍昌府今河南省许昌市）失败后，退据东京（今河南省开封市）。1141年正月，金都元帅完颜宗弼以宋军各路奉诏南撤之机，率骑兵号称十余万再次进攻南宋，渡淮河、破寿春（今安徽省寿县），长驱直入。南宋朝廷急令淮北宣抚副使杨沂中、宣抚判官刘锜、淮西宣抚使张俊分别率军渡江北上迎敌。正月十九日，刘锜部首先从太平州（今安徽省当涂县）渡长江至庐州（今安徽省合肥市），见城不可守，于是退师东关（今安徽省含山县南），依险驻营牵制。正月二十六日，金军进克庐州后，完颜宗弼派大将韩常等率兵继续南进，攻取巢县（今安徽省巢湖市）、含山（今安徽省含山县），前锋进到和州（今安徽省和县）。
二月初，张俊、杨沂中先后渡江，会师和州。刘锜、杨沂中、张俊分兵三路北上，收复清溪镇（今安徽省含山县西）、含山等地，金军败退到柘皋东石梁河（今名柘皋河），地势平坦，利于骑兵作战。时逢大雨，河水暴涨，金军毁桥，以阻宋军渡河。二月十七，刘锜军进到石梁河东，命士兵架桥。次日，宋军各部齐集，准备攻击金军。金军以骑兵分左右两翼，夹道而阵，企图合击宋军。杨沂中从上游渡河，进击受挫。此时，张俊部下勇将王德见金军右翼为劲骑，即挥师过桥，向其猛攻，以金军阵乱之机冲杀，金军劲旅“拐子马”军抵抗，杨沂中手下万余士兵手持长斧，奋力斫杀，攻破“拐子马”。金军败逃紫金山（柘皋西北），又在店步（今安徽省肥东县）被宋军击败。宋军乘胜收复庐州。